# Baerlon
Baerlon is een fictieve stad uit de boekencyclus Het Rad des Tijds van de schrijver Robert Jordan.
Baerlon is een stad die in het westelijk gedeelte van Andor ligt, aan de voet van de Mistbergen. De stad is bekend om haar ijzergieterijen en haar smeedwerk. Aangezien Baerlon voor de bestuurders in Caemlin honderden span verwijderd is, hadden de koninginnen veel moeite om hun macht over Baerlon en de Mistbergen uit te oefenen. Om het economisch interessante gebied voor Andor te behouden, mogen alle metalen -met ontheffing van tol en belasting- over Andoraans grondgebied vervoerd worden.
Een bekende persoon uit Baerlon is de paranormaal begaafde Min. Zij is een van de drie vrouwen van de Herrezen Draak Rhand Altor en ontmoette hem in Baerlon toen Rhand met zijn vrienden op de vlucht was vanuit Tweewater.
Locaties: Baerlon · Caemlin · Emondsveld · Mistbergen · Shadar Logoth · Tweewater · Vierkoningen · Wittebrug